# Dowżok (rejon mohylowski)
Dowżok (ukr. Довжок) – wieś na Ukrainie, w obwodzie winnickim, w rejonie mohylowskim, w hromadzie Jampol. W 2024 liczyła ok. 1453 mieszkańców.

## Urodzeni
- Wołodymyr Kistion